# 2013 au Cameroun
Cet article présente les faits marquants de l'année 2013 au Cameroun.

## Chronologie

### Avril 2013
- Le 14 avril 2013 sont organisées les premières élections sénatoriales de l'histoire du Cameroun.

### Septembre 2013
- Le 30 septembre 2013 se déroulent les élections législatives et municipales, largement remportées par le Rassemblement démocratique du peuple camerounais.

### Novembre 2013
- Le 17 novembre, l'équipe du Cameroun de football bat la Tunisie 4-1 à Yaoundé et se qualifie pour la coupe du monde de 2014.